# 西厳寺 (新潟市)
西厳寺（さいごんじ）は、新潟県新潟市北区島見町にある浄土真宗東本願寺派の寺院。山号は東港山（手嶹山）。院号は眞生院。本尊は阿弥陀如来。

## 歴史
正式名称は手嶹山（東港山）眞生院 西嚴寺と言う。
上杉謙信急死後､共に謙信の養子であった、上杉景勝と上杉景虎との間に勃発した家督争い「御館の乱」で敗れた景虎方武将の手島（後藤）四郎景行は、居城の茶臼山城（上越市頸城区）落城後、景勝と敵対する新発田重家に呼応するため島見浜に辿り着き再起を図った。しかし重家も景勝に滅ぼされ、戦国の世の無常を感じた景行は本願寺教如上人の門弟となり出家して釋栄玄と名乗り、天正18年（1590年）に本願寺（当時は天満本願寺）11代法主顯如上人より「西嚴寺」の寺号を賜り開基した浄土真宗の寺院。崇敬寺院として巡讃地の寺格を有し近隣寺院を統率し「濱門跡」と尊称された古刹で、東西本願寺分裂後は東本願寺に属した。全国でも数少ない親鸞聖人の等身ノ御影（真向ノ御影）を本願寺より下賜されるなど北越における真宗寺院の一大拠点であった。 大正4年（1915年）に発生した島見大火（130戸全焼）で旧本堂はじめ伽藍や貴重な宝物等は悉く焼失したが、本尊の阿弥陀如来像は難を逃れ現在に至る。現本堂は大正13年（1924年）に再建された。